# 1888 у кіно

## Події
- 27 лютого — Томас Едісон зустрівся з Едвардом Майбріджем, який запропонував свою схему для звукового кіно.
- Етьєн-Жуль Маре почав роботу над хронофотографом з 90 мм паперовою плівкою.
- Еміль Рено першим використовує перфоровану плівку для своїх мальованих фільмів в Théâtre Optique.

## Фільми
- «Акордеоніст» (англ. Accordion Player), Велика Британія (реж. Луї Ле Пренс).
- «Рух транспорту по мосту Лідс» (англ. Traffic Crossing Leeds Bridge), Велика Британія (реж. Луї Ле Пренс).
- «Сцена в саду Раундхей» (англ. Roundhay Garden Scene), Велика Британія (реж. Луї Ле Пренс).

## Персоналії

### Народилися
- 8 січня — Юра Гнат Петрович, український театральний режисер, актор театру і кіно (пом. 1966).
- 8 лютого — Жоржоліані Олександр Максимович, грузинський актор театру і кіно (пом. 1969).
- 10 лютого — Гаррі Бомонт, американський режисер, актор і сценарист (пом. 1966).
- 10 березня — Баррі Фіцджеральд, ірландський актор (пом. 1961).
- 12 березня — Флоренс Лі, американська актриса німого кіно (пом. 1962).
- 30 березня — Анна Нільссон, американська акторка шведського походження (пом. 1974).
- 4 квітня — Гаррі Олівер, американський гуморист, художник і артдиректор багатьох фільмів (пом. 1973).
- 8 квітня — Віктор Шерцінгер, американський композитор, кінорежисер, кінопродюсер та сценарист (пом. 1941).
- 26 квітня — Аніта Лус, письменниця, відома як перша жінка-сценарист Голлівуду (пом. 1981).
- 14 травня — Майлз Мендер, англійський актор, режисер, сценарист і письменник (пом. 1946).
- 28 травня — Генк Манн, американський актор німого кіно, кінорежисер та сценарист (пом. 1971).
- 15 липня — Натан Левінсон, американський звукорежисер (пом. 1952).
- 17 серпня — Монті Вуллі, американський актор (пом. 1963).
- 12 вересня — Моріс Шевальє, французький актор і співак (пом. 1972)
- 25 вересня — Ганна Ральф, німецька акторка (пом. 1978).
- 9 жовтня — Ірвінг Каммінгс, американський кіноактор, режисер, продюсер і письменник (пом. 1959).
- 11 листопада — Кертлі Вірджинія, американська акторка часів німого кіно (пом. 1956).
- 18 листопада — Френсіс Маріон, американська акторка, сценарист, режисер і продюсер (пом. 1973).
- 23 листопада — Гарпо Маркс, американський актор і сценарист (пом. 1964).
- 24 листопада — Кетлін Несбітт, англійська акторка (пом. 1982).
- 26 листопада — Франсіско Канаро, аргентинський композитор, продюсер і актор уругвайського походження (пом. 1964).
- 30 листопада — Кеннет Макговен, американський кінопродюсер (пом. 1963).
- 18 грудня — Гледіс Купер, британська акторка (пом. 1971).
- 22 грудня — Люсьєн Габбард, американський кінопродюсер, режисер та сценарист (пом. 1971).
- 27 грудня — Теа фон Харбоу, німецька акторка, сценарист і режисер (пом. 1954).
- 28 грудня — Фрідріх Вільгельм Мурнау, німецький режисер, сценарист і продюсер пом. 1931).